# San Sebastiano al Palatino (titre cardinalice)
La diaconie cardinalice de San Sebastiano al Palatino (Saint-Sébastien du Palatin) est érigée par le pape Paul VI le 5 mars 1973. Elle est rattachée à la basilique Saint Sébastien qui se trouve sur la colline du Palatin au centre de Rome.

## Titulaires
| - Ferdinando Giuseppe Antonelli, O.F.M. (1973-1983); titrepro illa vice (1983-1993) - Yves Congar, O.P. (1994-1995) - Dino Monduzzi (1998-2006) - John Patrick Foley (2007-2011 ) - Edwin O'Brien (2012- ) |